# Tom Milani
Thomas Milani (Thunder Bay, 13 aprile 1952 – Thunder Bay, 28 dicembre 2021) è stato un hockeista su ghiaccio canadese naturalizzato italiano, di ruolo attaccante.

## Carriera

### Club
Milani disputò per quattro anni i campionati universitari NCAA con l'Università del Minnesota-Duluth prima di passare all'hockey professionistico. Dapprima si accasò ai Syracuse Blazers nella North American Hockey League, una lega minore. La squadra era legata ai Minnesota Fighting Saints, squadra che disputava la WHA, lega di alto profilo alternativa alla NHL, e con questa squadra disputò due incontri.
L'anno successivo la NCHL scomparve, e Milani si accasò ai Kalamazoo Wings, in International Hockey League. Nelle tre stagioni in cui indossò la loro maglia, la squadra si aggiudicò per due volte (1979 e 1980) la competizione.
Grazie alle sue origini italiane, trovò poi spazio nel campionato italiano di hockey su ghiaccio (ed in nazionale azzurra), dove giocò fino a fine carriera. Diverse furono le maglie indossate da Milani: HC Bolzano, Asiago Hockey AS (per due stagioni), HC Brunico, HC Como, HC Merano, AS Mastini Varese Hockey, HC Fiemme Cavalese. Riuscì a vincere lo scudetto per due volte, consecutive seppure con due squadre diverse: 1985-86 (a Merano) e 1986-87 (a Varese).

### Nazionale
Milani esordì con la maglia azzurra nel 1980. Nelle competizioni ufficiali divenne una presenza fissa a partire dal 1981. Nello stesso anno partecipò ai mondiali di gruppo B disputati in Val Gardena, chiusi con la vittoria e la promozione nell'élite mondiale dopo un'assenza che durava dal 1959; prese parte ai mondiali di gruppo A del 1982 (7º posto) e 1983 (8º posto e retrocessione), alle Olimpiadi di Sarajevo 1984 (9º posto) e alle edizioni 1985 e 1986 dei mondiali di gruppo B, chiuse rispettivamente al 3º e 2º posto. L'ultima partita dei mondiali 1986, una vittoria per 5-1 contro la Francia (con Milani autore del terzo gol), fu anche la sua ultima presenza in azzurro.

## Palmarès

### Club
- International Hockey League: 2

Kalamazoo: 1978-1979, 1979-1980
- Campionato italiano: 2

Merano: 1985-1986
Varese: 1986-1987